# Ulick Burke, III conde de Clanricarde
Ulick Burke, III conde de Clanricarde, noble irlandés, muerto en 1601. Era hijo de Richard Burke, II conde de Clanricarde y Margaret O'Brien. Se casó con Honora Burke, hija de John Burke, el 25 de noviembre de 1564 en Athenry, Condado Galway, Irlanda.
Durante mucho tiempo estuvo en rebeldía contra la Corona inglesa, y desde los años 1560 había instigado las guerras Mac un Iarla guerras en Connaught y Thomond, devastando gran parte del territorio contra su padre, acérrimo seguidor de Isabel I. A la muerte de su  padre en 1582 era incierto quién heredaría el título, Ulick o su hermano, John. Ulick fue el sucesor tras asesinar a John y reconocer la supremacía de la Corona. Fue un súbdito leal hasta su muerte.
Hijos de Ulick Burke y Honora Burke:
- Sir William Burke (d. 2 Feb 1625), de quien descendieron los condes posteriores
- Sir Thomas Burke
- Edmond Burke (d. 22 Jun 1639)
- Richard Burke (b. c 1566)
- Mary Burke (c 1566-bef Jul 1604)
- Richard Burke, IV conde de Clanricarde (c 1572-12 Nov 1635)

Hijo de Ulick Burke y Martha Frannas:
- John Burke, 1.º Vizconde Burke de Clanmories (bef 1601-16 Nov 1633)

| Preceded by Richard Burke | Conde de Clanricarde 1582–1601 | Sucedido por Richard Burke |